# Правдинское
Пра́вдинское (фин. Kirkkojärvi) — озеро на Карельском перешейке в Выборгском районе Ленинградской области.
В озеро впадают реки Красная из озера Красного и Волочаевка. Вытекает река Пчелинка, связывающая его системой реки Вуокса.
Длина его 9,9 км, ширина — около 1 км. Озеро глубокое, особенно в юго-восточной части, — до 15,5 метра. Площадь поверхности — 6,6 км². Площадь водосборного бассейна — 519 км². Высота над уровнем моря — 14,0 м.
Почти повсюду прибрежные мелководья сложены песком, иногда с большой примесью гальки. В нескольких метрах от уреза воды береговой склон круто уходит под воду. На берегах нередко можно видеть выходы грунтовых вод. Многие из них содержат большое количество растворенного железа. Попадая на дневную поверхность, оно окисляется и выпадает в осадок. В таких местах берег пестрит пятнами ярко-оранжевой охры. Хорошо защищенное от ветра высокими берегами, озеро быстро прогревается в верхних слоях. На дне долгое время сохраняется холодный слой. Вода — желто-бурого цвета, малопрозрачная. Озеро зарастает слабо. Камыш, тростник и рдест отвоевали у него лишь небольшие песчаные отмели. Озеро Правдинское — рудоносное. Руда встречается почти по всему дну, но особенно много её вблизи устья реки Красной. Она образует здесь целые поля, залегая в виде крупных градин и сфероидов, нередко величиной с грецкий орех.
По составу рыбного населения озеро почти не отличается от Красного, только плотность его меньше. Сказываются особенности котловины — отсутствие мелководных заливов, узкий прибрежный склон, редкая растительность. Больше всего от недостатка нерестилищ страдают щуки и лещи. Несмотря на обилие пищи, они слабо размножаются. Но зато судаки чувствуют себя здесь отлично: у них нет конкурентов в добывании корма, которым для них служат снетки и ерши. Последние же довольствуются органическими веществами, приносимыми в озеро реками, и ежегодно воспроизводятся в большом количестве.